# اس‌اس کومبانا
اس‌اس کومبانا (به انگلیسی: SS Koombana) یک کشتی بود که طول آن ۳۴۰ فوت ۱ اینچ (۱۰۳٫۶۶ متر) بود. این کشتی در سال ۱۹۰۹ ساخته شد.